# Frédéric Chopin
Frédéric François Chopin (născut Fryderyk Franciszek Chopin; n. 1 martie 1810, Żelazowa Wola, Ducatul Varșoviei – d. 17 octombrie 1849, Paris, A Doua Republică Franceză) a fost un compozitor polonez din perioada romantismului. Este considerat drept unul dintre cei mai influenți compozitori de muzică pentru pian.
Pianul se regăsește pe tot parcursul operei sale, de cele mai multe ori purtând chiar un rol exclusiv, iar compozițiile sale sunt considerate culmile repertoriului pentru acest instrument. Deși muzica sa se încadrează în rândul celor mai pretențioase opere în privința tehnicității, stilul lui Chopin iese în evidență prin profunzimea nuanței și a expresivității, și nu doar prin complexitatea tehnică. El inventează genuri muzicale precum balada, însă cele mai reprezentative inovații sub semnătura sa privesc genuri deja existente precum sonata pentru pian, valsul, nocturna și preludiul. Operele sale sunt numite adesea sprijinul curentului romantic în muzica cultă a secolului XIX. În plus, Chopin este primul compozitor clasic occidental care include elemente slave în muzica sa; mazurcile și polonezele sale reprezintă chiar și astăzi baza muzicii clasice naționale poloneze.

## Biografie
Chopin s-a născut la Żelazowa Wola, în apropiere de Sochaczew, parte componentă a regiunii Mazovia, aflată la vremea respectivă sub autoritatea Ducatului Varșoviei. Tatăl său, Mikołaj (Nicolas) Chopin, cetățean francez cu origini poloneze părăsește Ducatul Lorenei în 1787. În Polonia, Nicolas se căsătorește cu Tekla Justyna Krzyżanowska, o aristocrată a cărei familie întâmpina probleme de ordin financiar.
Conform familiei compozitorului, Chopin s-a născut pe 1 martie 1810. Nu există niciun certificat de naștere atestând acest lucru. Certificatul de botez prezintă data de 22 februarie drept ziua sa de naștere, însă acest fapt este considerat o eroare din partea preotului.

### Anii de formare
În octombrie 1810, când Frédéric era în vârstă de șapte luni, familia se mută în capitala Varșovia, acolo unde tatăl ocupă un post de profesor de limbă franceză în cadrul unui liceu găzduit de Palatul Saxon. Familia trăiește în domeniul palatului.
Tănărul Chopin primește prima lecție de pian din partea Ludwikăi, sora sa mai mare. De asemenea, mama asistă la educația sa. Datorită talentului său muzical ușor de remarcat, reputația lui Chopin îi aduce aprecierea de „al doilea Mozart”. La vârsta de șapte ani era deja autorul a două poloneze (Sol minor și Si bemol major), prima dintre acestea fiind publicată în atelierul părintelui Cybulski, directorul unei școli de organiști și unul dintre puținii editori de muzică din Polonia.
Articole despre copilul-minune apar în presa din Varșovia, iar „micul Chopin” devine o atracție în cadrul recepțiilor ținute de aristocrația capitalei. Tot în jurul acestei perioade, începe să susțină concerte publice de caritate. Se spune că odată întrebat ce consideră că apreciază publicul cel mai tare în privința sa Chopin, în vârstă de șapte ani, ar fi răspuns: „gulerul cămășii mele”. Prima apariție drept pianist are loc la vârsta de opt ani.
Sub îndrumarea lui Wojciech Żywny, Chopin ia lecții profesioniste de pian în perioada 1816–1822. Chopin avea să vorbească cu admirație despre profesorul său, deși calitățile tânărului aveau să le depășească cu rapiditate pe cele ale profesorului său. Mai departe, dezvoltarea talentului este supervizată de către Wilhelm Würfel, renumit pianist și profesor al Conservatorului din Varșovia. Acesta îi predă lecții valoroase de orgă, posibil chiar pian, însă la un interval neregulat de timp. Între 1823 și 1826 Chopin frecventează cursurile Liceului din Varșovia, acolo unde își desfășura activitatea tatăl său.
Odată cu toamna anului 1826, Chopin începe studiul teoriei muzicale, basului continuu și compoziției, alături de compozitorul Józef Elsner în cadrul Conservatorului. Este posibil ca Chopin să fi avut contact cu Elsner încă din 1822; cert este că Elsner l-a îndrumat în mod particular încă de înainte de anul 1823. Chopin își completează un curs normal de trei ani la Conservator în 1829.
În același an, Chopin participă la un recital al lui Niccolò Paganini, întâlnindu-l totodată și pe pianistul și compozitorul german Johann Nepomuk Hummel. Tot în 1829 Chopin își întâlnește prima dragoste, o studentă cântăreață pe nume Konstancja Gładkowska. Acest fapt îl inspiră pe Chopin în adăugarea vocii umane în opera sa.
În august, la trei săptămâni după absolvirea Conservatorului din Varșovia, Chopin își face debutul briliant la Viena. Susține aici două recitaluri de pian și primește multe critici favorabile, existând însă și voci care criticau tonul jos produs de pian.
În decembrie, susține premiera Concertului pentru pian în fa minor la Clubul Negustorilor din Varșovia. Prima reprezentare a celuilalt concert pentru pian, în mi minor, are loc la Teatrul Național pe 17 martie 1830.
Pe 2 noiembrie 1830, Chopin părăsește Varșovia pentru concerte în Europa de Vest, neavând să se mai întoarcă pe meleagurile țării natale. La finele lunii izbucnește Răscoala din Noiembrie și partenerul său de drum, Titus Woyciechowski, se reîntoarce acasă pentru a participa la manifestații. Chopin rămâne la Viena, nerăbdător să afle vești din partea apropiaților săi; vizitează apoi orașele München și Stuttgart (unde află de instaurarea ocupației armatei rusești în Polonia), ajungând până în octombrie 1831 la Paris. Compusese deja o bună parte de lucrări importante, inclusiv două dintre concertele pentru pian și unele dintre Studiile op. 10.

### Paris
La Paris, Chopin este întâmpinat de către exilați polonezi eminenți, precum și de artiști de marcă precum Heinrich Heine, Alfred de Vigny și Eugène Delacroix. Face cunoștință cu unii dintre cei mai reputați pianiști ai vremii, dintre care Friedrich Kalkbrenner, Ferdinand Hiller și Franz Liszt, formând totodată prietenii cu compozitori precum Hector Berlioz, Julian Fontana, Felix Mendelssohn, Charles-Valentin Alkan și Vincenzo Bellini (alături de care este înmormântat în Cimitirul Père Lachaise). Muzica lui Chopin era deja apreciată de mulți dintre compozitorii contemporani; printre ei se afla și Robert Schumann care, în critica sa asupra Variațiilor ale „La ci darem la mano” (din opera Don Giovanni a lui Mozart), Op. 2, notează: „Jos pălăria, domnilor! Un geniu.”
În capitala franceză își consolidează reputația ca interpret, profesor și compozitor, adoptând totodată numele de „Frédéric-François”.
În perioada petrecută la Paris, Chopin participă la un număr de concerte. Programele oferă o idee despre bogăția vieții artistice pariziene în timpul acestor vremuri; astfel de concerte au fost cel din 23 martie 1833, în care Chopin, Liszt și Hiller interpretează partituri solo ale concertului lui Johann Sebastian Bach pentru trei clavecine și concertul de pe 3 martie 1838, în care Chopin, Alkan, Pierre Joseph Zimmerman (profesorul lui Alkan) și Adolphe Gutman (elevul lui Chopin) interpretează aranjamentul de opt mâini al lui Alkan la Simfonia a VII-a de Beethoven.. Este implicat în compunerea Hexaméron (1837), a șasea variație din tema lui Bellini aparținându-i, aceasta fiind și ultima.
Chopin întreprinde vizite și turnee variate în această perioadă. În 1834, alături de Hiller, vizitează un festival muzical, organizat la Aachen de către Ferdinand Ries. Cei doi îl întâlnesc pe Mendelssohn și alături de acesta vizitează orașele Düsseldorf, Koblenz și Köln, bucurându-se de compania fiecăruia și interpretând muzică împreună.
În 1835, Chopin aranjează o întâlnire cu familia sa la Karlsbad. Aici face cunoștință cu Contele Franz von Thun-Hohenstein, a cărei fiică fusese eleva lui Chopin la Paris. Contele îl invită pe compozitor și familia să își petreacă șederea la castelul familiei sale de pe Elba, la Děčín. După aceea, Chopin își conduce părinții înapoi la Varșovia; nu-i va mai vedea niciodată. Se întoarce la Paris pe ruta Dresden, unde petrece câteva săptămâni, iar mai apoi Leipzig, unde îi întâlnește pe Mendelssohn, Schumann și Clara Wieck. Întâmpină un atac bronșic în timpul voiajului de întoarcere atât de grav, încât unele ziare poloneze îl anunță decedat.
În 1836 Chopin se logodește cu o poloneză în vârstă de șaptesprezece ani, Maria Wodzińska, a cărei mamă a insistat ca logodnica să fie păstrată secretă. Anul următor, familia fetei întrerupe această relație și se duce la altă fată pentru a întemeia cu aceea o altă familie

### Chopin și George Sand

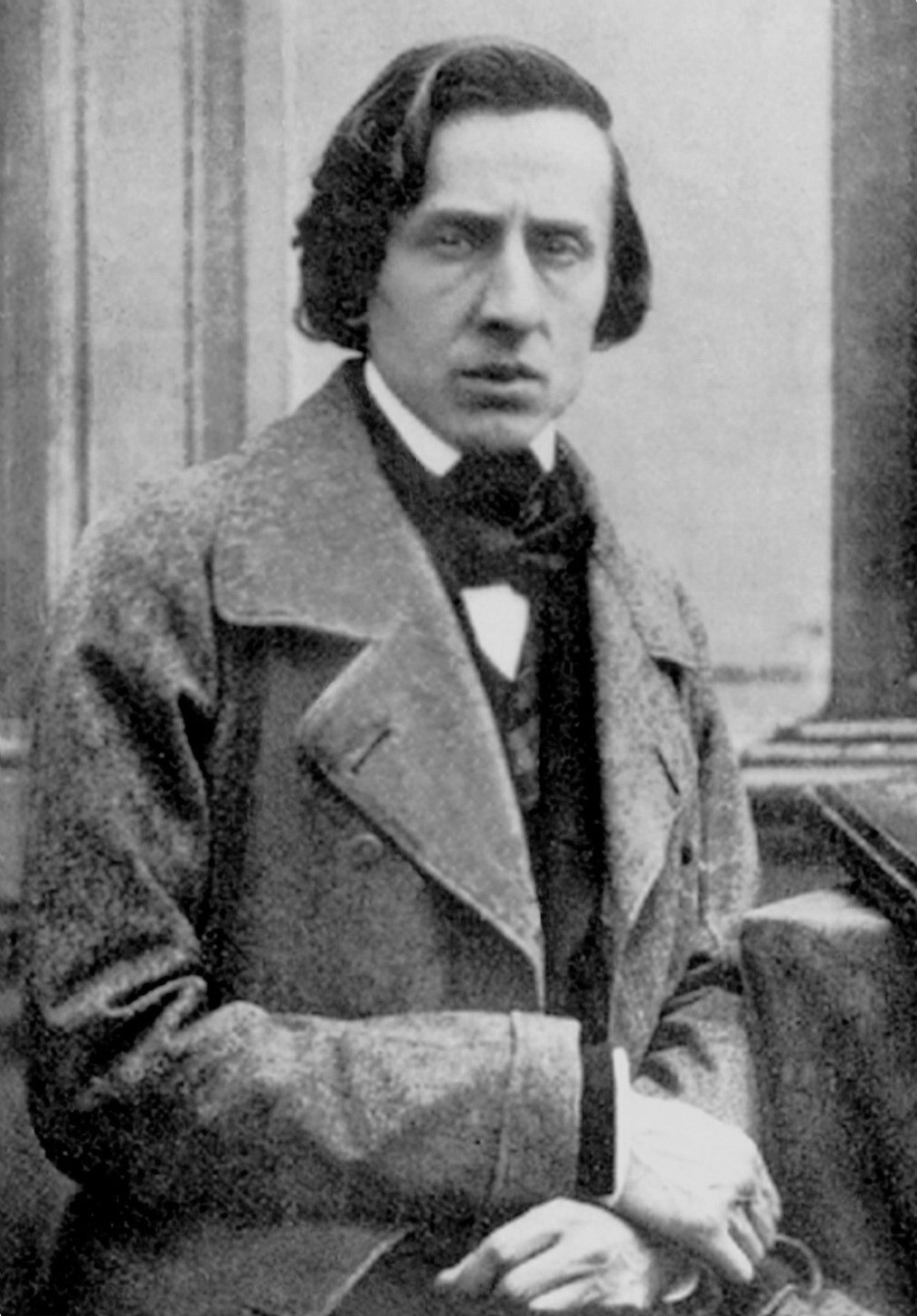
Fotografie cu Chopin, considerată a fi opera lui Louis-Auguste Bisson în 1849, cu puțin timp înainte de moartea sa. Este confundată adesea drept un dagherotip.

În 1836, în cadrul unei petreceri organizate de către Contesa Marie d'Agoult, amanta compozitorului-confrate Franz Liszt, Chopin o întâlnește pe Amandine-Aurore-Lucile Dupin, Baronesa Dudevant, cunoscută mai bine după pseudonimul acesteia, George Sand. Era o scriitoare romantică franceză, cunoscută pentru numeroasele sale aventuri amoroase cu Prosper Mérimée, Alfred de Musset (1833–1834), secretarul ei, Alexandre Manceau (1849–1865) și alții.
Inițial Chopin nu o consideră atrăgătoare. „Are ceva care îmi provoacă repulsie”, mărturisește familiei. De cealaltă parte, într-o scrisoare adresată Contelui Wojciech Grzymała, prieten apropiat, datată iunie 1837, Sand dezbate dacă să intervină în relația dintre Chopin și logodnica sa, Maria Wodzińska, sau să-și abandoneze relația actuală pentru a putea începe una cu Chopin. Scriitoarea avea sentimente puternice pentru Chopin, pe care l-a curtat până când s-a înfiripat o legătură între cei doi.
Un episod notabil din timpul relației se desfășoară în cursul iernii turbulente și mizere petrecute la Mallorca (1838–1839), acolo unde cuplul întâmpină probleme de acomodare, ajungând să fie găzduiți în cele din urmă la mănăstirea din Valldemossa. Mai apoi, Chopin are probleme și cu recepția pianului Pleyel ce-i fusese trimis. Acesta ajunge cu întârziere de la Paris, însă rămâne blocat la vama spaniolă, care îi solicită un tarif ridicat pentru import. Beneficiază în cele din urmă de pian pentru o perioadă de timp de aproape trei săptămâni; în restul timpului se folosește de un pian hodorogit, împrumutat pentru a finaliza Preludiile sale (Op. 28).
Vremea neprielnică are un impact serios asupra stării de sănătate și asupra bolii pulmonare cronice a compozitorului. Atât de serios încât – pentru a își salva viața – se întoarce alături de George Sand și cei doi copii ai ei către țărm, la Barcelona, iar mai apoi la Marsilia, unde petrec câteva luni pentru recuperare. Deși starea sa de sănătate se ameliorează, recuperarea nu va fi niciodată completă. În stilul caracteristic, se plânge în privința incompetenței doctorilor din Mallorca: „Primul mi-a spus că sunt pe moarte. Al doilea mi-a spus că am avut ultimul răsuflu, iar al treilea mi-a spus că eram deja mort”.
Chopin își petrece verile din perioada 1839 – 1843 la proprietatea scriitoarei din Nohant. Reprezintă o perioadă liniștită și productivă pentru compozitor. Aici compune Poloneza în La bemol major, Op. 53 „Eroica”, una dintre capodoperele sale. La întoarcerea la Paris (1839), îl întâlnește pe pianistul și compozitorul Ignaz Moscheles. Cuplul are o relație apropiată cu pictorul francez Delacroix, autor al unui portret al celor doi.
În 1845 se naște o problemă serioasă în relația dintre Chopin și Sand, odată cu deteriorarea suplimentară a sănătății lui. Lucrurile se înrăutățesc în 1846, din pricina problemelor familiale; acesta este anul în care Sand publică Lucrezia Floriani, operă nefavorabilă lui Chopin. Povestea tratează relația dintre o actriță bogată și un prinț cu o stare de sănătate slăbită. Se poate interpreta că inspirația pentru cele două personaje a pornit chiar de la cei doi. Problemele familiale pun în final capăt relației, care a durat timp de zece ani (1837–1847).

### Moartea și funeraliile
A decedat pe data de 17 octombrie 1849, la vârsta de 39 de ani, cu diagnosticul de tuberculoză pulmonară, întreaga viață fiindu-i măcinată de sănătatea sa precară.
Înmormântarea, care a avut loc la Biserica Madeleine din Paris, a fost întârziată cu aproape două săptămâni până la 30 octombrie. Intrarea a fost limitată doar pentru deținătorii de invitații, deoarece se așteptau să participe mulți oameni.

Mormântul lui Frédéric Chopin în Cimitirul Père-Lachaise din Paris

## Compoziții
Toate compozițiile lui Chopin includ partituri pentru pian. Predominant, pianul este folosit ca instrument singular, însă există și lucrări muzicale unde apar și alte instrumente, precum vioară, violoncel, voce sau orchestră. Peste 230 de lucrări ale compozitorului au supraviețuit timpului. Manuscrise și lucrări din primii ani ai copilăriei au fost pierdute.

## Media
| (audio)                                            | \| Opus 33, nr. 2: Mazurca nr. 23, în Re major (info) \| \| Lubka Kolessa \| \| Opus 57: Berceuse (info) \| \| Veronica van der Knaap \| \| Opus 64, Nr. 1: Vals de Minut (info) \| \| Muriel Nguyen Xuan \| \| Probleme în audiția fișierelor? Vezi ajutor media. \| |
| Opus 33, nr. 2: Mazurca nr. 23, în Re major (info) | |
| Lubka Kolessa                                      | |
| Opus 57: Berceuse (info)                           | |
| Veronica van der Knaap                             | |
| Opus 64, Nr. 1: Vals de Minut (info)               | |
| Muriel Nguyen Xuan                                 | |
| Probleme în audiția fișierelor? Vezi ajutor media. | |

## Chopin în cultura de popularitate
- Înainte de Al Doilea Război Mondial a fost ridicată o statuie închinată lui Chopin în Parcul Łazienki din Varșovia. La baza sa sunt organizate recitaluri de pian din opera lui Chopin în fiecare duminică a verii. Copacul stilizat aflat deasupra compozitorului reprezintă mâna și degetele unui pianist.
- În memoria geniului lui Frédéric Chopin, capitala Varșovia găzduiește la fiecare cinci ani Concursul Internațional de Pian Frederick Chopin.
- Titlul Grand prix du disque de F.Chopin este acordat periodic interpretărilor remarcabile ale operei lui Chopin.

### Eponime
Lista de mai jos cuprinde itemi ale căror nume a fost dat în cinstea compozitorului:
- Asteroidul 3784 Chopin
- Aeroportul Frederic Chopin din Varșovia (cunoscut și drept Aeroportul Internațional Frederic Chopin)